# Acordo-quadro
Acordo-quadro é o acordo composto por um grupo e outro, ou entre um grupo e indivíduos visando disciplinar relações contratuais futuras. Um exemplo é o acordo entre a Agência Nacional de Compras Públicas de Portugal e a BP, a Repsol e Galp.